# 圣于连德布里奥拉
圣于连德布里奥拉（法語：Saint-Julien-de-Briola，法語發音：[sɛ̃ ʒyljɛ̃ də bʁijɔla] ⓘ）是法国奥德省的一个市镇，属于卡尔卡松区。

## 地理
圣于连德布里奥拉（43°9'34"N, 1°56'34"E）面积11.31 平方千米，位于法国奧克西塔尼大區奥德省，该省份为法国南部沿海省份，北起塔恩省，西北接上加龙省，西接阿列日省，南至东比利牛斯省，东临地中海，东北与埃罗省接壤。
与圣于连德布里奥拉接壤的市镇（或旧市镇、城区）包括：卡扎尔勒努、奥尔桑、普拉维拉、里布伊斯、圣戈代里克。

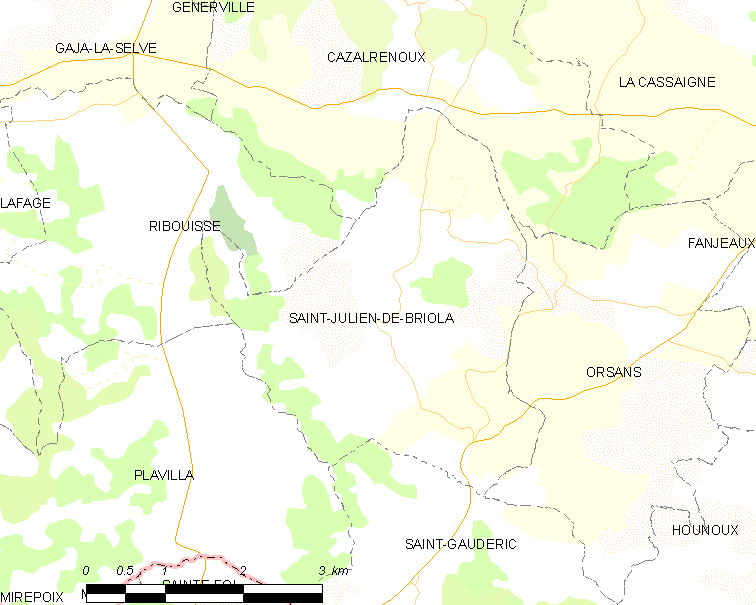
圣于连德布里奥拉的OSM定位图

圣于连德布里奥拉的时区为UTC+01:00、UTC+02:00（夏令时）。

## 行政
圣于连德布里奥拉的邮政编码为11270，INSEE市镇编码为11348。

## 政治
圣于连德布里奥拉所属的省级选区为拉皮耶日欧拉泽斯县。

## 人口

1962-2008年间圣于连德布里奥拉人口变化图示

圣于连德布里奥拉于2022年1月1日时的人口数量为80人。